# Saloum
Saloum je řeka ve středním Senegalu, dlouhá 250 km. Oblast v povodí řeky se nazývá Sine Saloum a obývají ji převážně Sererové. Pramení v regionu Tambacounda, na horním toku v období sucha úplně vysychá. Největším městem na řece je Kaolack. Saloum se vlévá do Atlantského oceánu nedaleko Ndangane. Dolních 112 kilometrů je splavných pro námořní lodě.
Řeky Saloum a Sine vytvářejí společnou deltu o rozloze přes 180 000 hektarů, v níž se nachází přes dvě stovky ostrovů. Byl zde vyhlášen národní park a v roce 2011 byla oblast zařazena na seznam Světové dědictví. Delta je porostlá mangrovy a žije zde plameňák růžový, rybák královský a kolpík bílý.